# Pieusse
Pieusse is een gemeente in het Franse departement Aude (regio Occitanie). De plaats maakt deel uit van het arrondissement Limoux. Pieusse telde op 1 januari 2022 967 inwoners.
In 1226 vond in Pieusse een concilie van de katharen plaats onder leiding van de afvallige bisschop van Toulouse, Guilhabert de Castres.

## Geografie
De oppervlakte van Pieusse bedroeg op 1 januari 2022 12,92 vierkante kilometer; de bevolkingsdichtheid was toen 74,8 inwoners per km².
De onderstaande kaart toont de ligging van Pieusse met de belangrijkste infrastructuur en aangrenzende gemeenten.

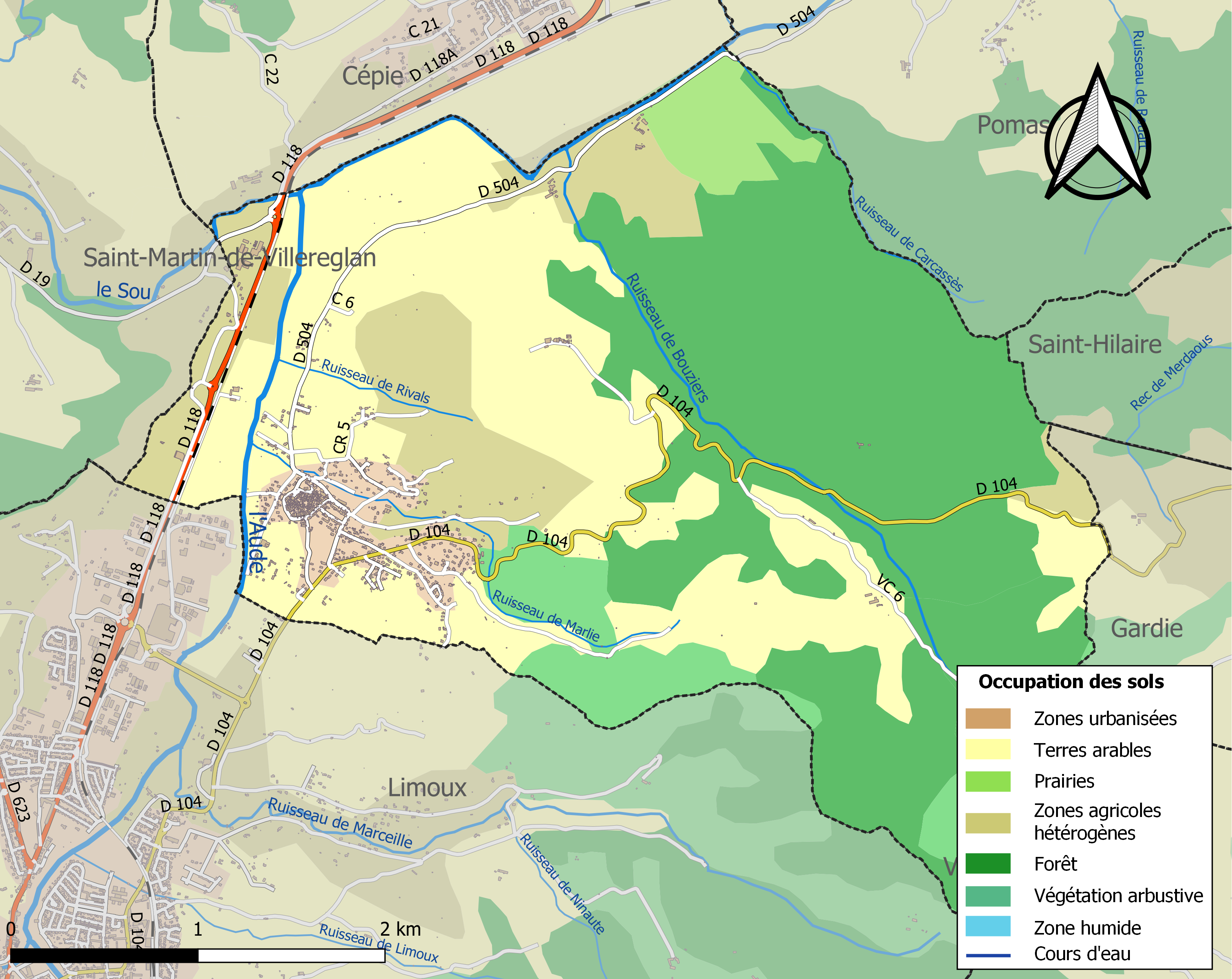

## Demografie
Onderstaande figuur toont het verloop van het inwonertal (bron: INSEE-tellingen).

Vanwege een beveiligingsprobleem met de MediaWiki Graph-software is het momenteel niet mogelijk deze grafiek weer te geven. Zodra de software is bijgewerkt zal de grafiek vanzelf weer zichtbaar worden.